# Pseudoclavellaria amerinae
Pseudoclavellaria amerinae är en stekelart som först beskrevs av Carl von Linné 1758.  Pseudoclavellaria amerinae ingår i släktet Pseudoclavellaria, och familjen klubbhornsteklar. Enligt den finländska rödlistan är arten starkt hotad i Finland. Arten är reproducerande i Sverige. Artens livsmiljö är moskogar.

## Bildgalleri

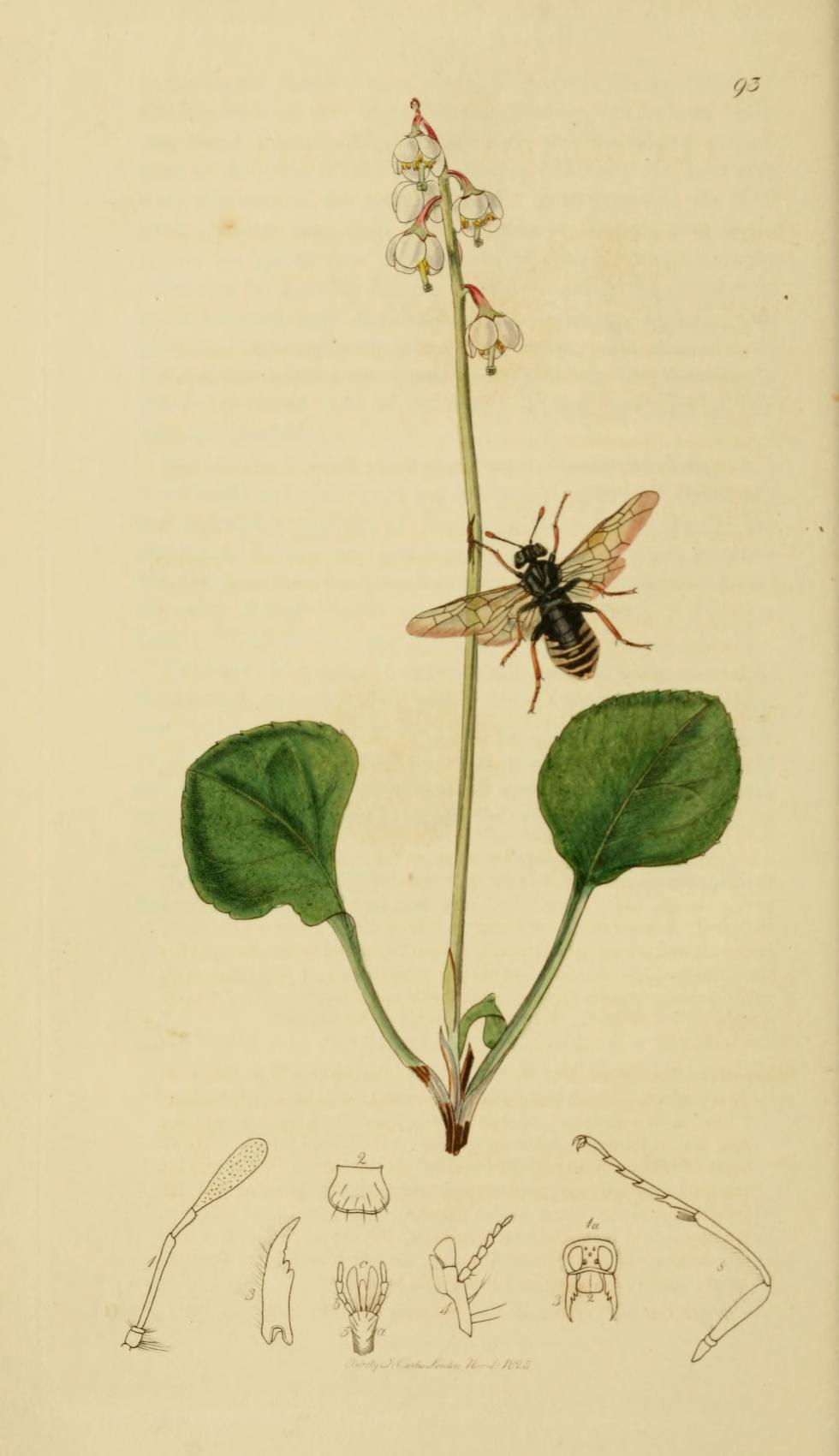